# Joseph Dezitter
Pour les articles homonymes, voir Dezitter.
Joseph Dezitter né à Bollezeele (Nord) le 29 novembre 1883 et mort à Malo-les-Bains le 17 août 1957 est un ébéniste, sculpteur sur bois, graveur, aquarelliste et écrivain français.
Littérateur de la région Hauts-de-France, il utilise ses différents talents pour illustrer ses livres décrivant des particularités de la Flandre maritime en s'attachant à présenter l'ancien patrimoine des campagnes, en particulier les moulins, maisons rustiques et chapelles.

## Biographie
Joseph François Dezitter naît à Bollezeele (département du Nord), le 29 novembre 1883. Il est le fils d'Alfred Louis François Dezitter (1834-1916), peintre en bâtiment, et de Léonie Octavie Deram, marchande d'épicerie.
Son père est un personnage soucieux de la préservation du patrimoine du Westhoek français, partie maritime de la Flandre française. À ce titre, il collabore régulièrement aux travaux du comité flamand de France. Il transmet à son fils cet intérêt pour la culture ancienne de la région. Il est l'auteur de dessins et d'illustrations et intervient à l'occasion sur le patrimoine pictural de la région pour le restaurer. 
Dans la famille, on parle flamand, la langue vernaculaire, comme il est courant dans la Flandre française à l'époque. Joseph Dezitter l'emploie parfois même s'il maîtrise le français.
Selon le site d'une association de Dunkerque, Joseph Dezitter a fait des études de beaux-arts à Lille, Tournai, Bruxelles et Gand.
En 1908, Joseph Dezitter épouse à Bergues Émilienne Salewyn. Il s'engage dans la vie de la cité : faisant profession de sculpteur sur bois, il est professeur de dessin dans les écoles de la ville et conseiller municipal.
Joseph Dezitter participe à la Première Guerre mondiale : mobilisé en 1914, sérieusement blessé la même année en combattant en Belgique, il est ensuite versé dans les services de santé en tant qu'ambulancier. Il est alors amené à traverser la région pour rejoindre les différents hôpitaux militaires. Lorsqu'il en a le temps et l'occasion, il visite différentes villes ou sites présentant une particularité, et en dresse des dessins ou peintures.
En 1930, la famille s'installe à Malo-les-Bains où il est sculpteur sur bois. Il passera ensuite quelque temps à Bourbourg où il rejoint son fils Jean qui est menuisier ébéniste.
Sa réputation est également liée à son travail d'ébéniste. Il façonne et sculpte des meubles dans la tradition de la Renaissance flamande : meubles décorés de beffrois, de géants et de blasons, ou de scènes historiques, telles que la bataille du Texel.
Il est actif au sein de la Société dunkerquoise pour l'encouragement des sciences, des lettres et des arts, ainsi que dans une association, constituée pendant l'entre-deux-guerres, se voulant «  nationaliste flamande », le Vlaamsch Verbond van Frankrijk, animée par l'abbé Jean-Marie Gantois, collaborationniste suspendu par l'Église à la Libération et condamné à cinq ans de prison au motif de trop grande proximité avec la doctrine nazie de la race germanique. Il est également en relations avec l'abbé Lamps, connu pour ses recherches historiques et avec la photographe Jeanne Devos.
Joseph Dezitter se définissait comme « artisan flamand ». Selon un site présentant son ouvrage de 1944 sur Les maisons rustiques de Flandre, cet attachement à la notion d'artisan, tout comme à celles de terroir ou des vieux outils, pourrait être liée à l'importance accordée par le régime de Vichy à la figure de l'artisan.
Joseph Dezitter meurt à Malo-les-Bains le 17 août 1957.

## Œuvres
Le site data de la BnF définit Joseph Dezitter en tant que dessinateur et graveur. Il intègre de nombreux dessins et autres illustrations, gravures, pour représenter les lieux et édifices qu'il décrit dans ses ouvrages.
Joseph Dezitter n'est ni un historien, ni un scientifique : en 1983, à l'occasion de l'édition d'un de ses manuscrits, publié pour célébrer le centenaire de sa naissance, l'historien Alain Dierkens a pu définir l'auteur du livre comme un « artisan ébéniste, défenseur et amoureux de la Flandre française, auteur d'ouvrages très personnels sur le patrimoine de sa région et sur « l'âme flamande » dans les Pays-Bas français, […] on y trouve des réflexions sentimentales, semi-mystiques, inspirées par une histoire naïvement caricaturée et étonnamment archaïsante […] témoignage émouvant d'un artisan attaché son terroir ». 

### Publications
Joseph Dezitter a réalisé trois livres illustrés de gravures sur bois et deux ouvrages posthumes. La plupart, soit publiés par lui, soit restés à l'état de manuscrits, ont fait l'objet d'édition ou de réédition par le Comité flamand de France ou par la Société dunkerquoise d'histoire et d'archéologie,.
- Nos derniers moulins de Flandre, décrits, dessinés, gravés par l'auteur, Lille, 1938[15].
- Les Maisons rustiques de Flandre, décrites, dessinées, gravées par l'auteur, Lille, 1944[16]; reprend certaines gravures et dessins de son père Alfred Dezitter; disponible en ligne[17].
- Les chapelles rustiques de Flandre, décrites, dessinées, gravées par l'auteur, Lille : É. Raoust, 1949[18]. L'auteur ne se contente pas de décrire les chapelles faisant l'objet d'un bâtiment spécifique, il s'intéresse également aux chapelles incluses dans un mur, un poteau, voire un arbre[19].
- L'Âme flamande à Bergues St Winoc, Dunkerque, 1970[20].
- Bourbourg et son église, inédit, calligraphié, illustré et mis en page par l'auteur, Dunkerque, Westhoeck Éditions, 1983[21].
- Carnet de guerre, 1914-1918, manuscrit, appendice à la biographie de Joseph Dezitter publiée en 2012 et citée dans la bibliographie[22].
- Notes sur l'art à Bergues 1920, manuscrit de 1920, imprimé en 2014 par le comité flamand de France[23].
- Les maisons rurales de notre Flandre, manuscrit de 1936, édité en 2014 avec une traduction en flamand et une en néerlandais par le comité flamand de France[24].
- Le vieux Bergues, notes des années 1940-1945, édité en 2014 par le comité flamand de France[25].

### Divers
- « Les signes symboliques », article paru en décembre 1941 dans Le Lion de Flandre, revue animée par l'abbé Gantois. Pour Joseph Dezitter, les signes distinctifs pouvant être repérés sur des maisons anciennes (ex : dessin d'une forme en briques de couleur différente du reste de la construction), leur persistance dans le temps, ont une signification volontaire et symbolique. Il y voit la représentation de runes d'origine germanique et les reproduit. L'article est repris dans son livre de 1944, Les Maisons rustiques de Flandre)[4]. Toutefois, sa thèse est discutée, voire estimée peu convaincante[4].
- Joseph Dezitter a également recueilli des dictons et proverbes flamands, rassemblés avec leur traduction dans son livre Les maisons rurales de notre Flandre[3], et repris dans l'ouvrage de 2012 de Michel Tomazek[26].
- Il a exécuté nombre d'aquarelles, peintures, gravures, dessins à la plume, des maisons, moulins, chapelles, paysages, objet de sa curiosité et de son intérêt[6]. Certains de ces tableaux et dessins peuvent être vus en ligne[27]. Des aquarelles sont également exposées au musée Jeanne-Devos de Wormhout.
- Le comité flamand de France a reproduit dans quelques-uns de ses bulletins des aquarelles de Joseph Dezitter comme Moulin à Saint-Pierre-Brouck, et Roodkornhuis-Bollezeele-1936[28], ou d'autres œuvres[29].

## Fonds Dezitter
Le petit-fils de Joseph Dezitter donne en 2008 le fonds documentaire, dit « fonds Dezitter », au Comité flamand de France. Le fonds est constitué des archives d'Alfred et Joseph Dezitter qui ont quasiment parcouru toute la Flandre maritime et ont rassemblé un ensemble de notes, dessins, tableaux, archives, qui sont précieux du point de vue artistique et patrimonial. Le fonds Dezitter contient en particulier des notes des deux artistes amateurs sur l'architecture flamande. Il rassemble encore des inédits sur la Première Guerre mondiale, sur Bergues, mais aussi des meubles, et un ensemble d'aquarelles, dessins, gravures sur bois, manuscrits, originaux des livres publiés.
Les meubles sont conservés à Wormhout au musée Jeanne-Devos, et le fonds iconographique a été confié à la médiathèque de Wormhout.
Le fonds Dezitter, a été confié au Comité flamand de France, en échange d'une valorisation de celui-ci. Celle-ci a eu lieu avec une exposition intervenue en 2012. 
La vie et l'œuvre de Joseph Dezitter ont ainsi donné lieu à une exposition montée en 2012-2013 en collaboration avec l'Association des amis du musée Jeanne-Devos, le soutien du conseil général du Nord, et la participation des villes concernées. Elle a été présentée simultanément dans plusieurs villes de Flandre maritime, avec lesquelles Joseph Dezitter avait un lien particulier : Bergues, Wormhout, Bollezeele, Bourbourg, Dunkerque quartier de Malo-les-Bains, puis elle a été montrée en Flandre belge. Chacune des villes présentait une thématique différente mettant en valeur une facette de la vie et de l'œuvre de l'artiste, selon la relation qu'avait eue Dezitter avec cette commune. L'exposition a rassemblé plus de 300 pièces : aquarelles, dessins, gravures, peintures, ouvrages inédits, manuscrits, documents, meubles sculptés ainsi que des dessins de son père Alfred Dezitter.

## Hommages
- Le nom de Joseph Dezitter a été donné à une rue de Bergues ainsi qu'à une rue de Bollezeele.

## Iconographie
Une photographie de Joseph Dezitter est disponible en ligne.